# سوآیندرانا
سوآیندرانا (به لاتین: Soaindrana) یک منطقهٔ مسکونی در ماداگاسکار است که در ناحیه آمبوهیماهاسوآ واقع شده‌است. سوآیندرانا ۸٬۰۰۰ نفر جمعیت دارد و ۱٬۱۹۴ متر بالاتر از سطح دریا واقع شده‌است.